# Schleuse Voßwinkel
Die Schleuse Voßwinkel ist eine Bootsschleuse am Kammerkanal, einer Teilstrecke der Oberen Havel-Wasserstraße. Sie liegt im Ortsteil Voßwinkel der Gemeinde Userin, im Süden des Landkreises Mecklenburgische Seenplatte.

## Allgemeines
Die Schleuse wurde 1840 nach dem Finowmaß erbaut und 1960 durch einen Neubau ersetzt. Sie gleicht den Wasserstand zwischen dem Woblitzsee und dem Zierker See aus (mittlere Fallhöhe 1,76 m) und muss auf der Bundeswasserstraße nach Neustrelitz passiert werden. Die Schleusenkammer ist 43,15 m lang, 5,34 m breit und wird mit Stemmtoren geschlossen. Das Schleusenwärterhaus gehört zu den denkmalgeschützten Bauten der Gemeinde.
Die Schleuse Voßwinkel wird vom Wasserstraßen- und Schifffahrtsamt Oder-Havel betrieben und kann von der Ausflugs- und Sportschifffahrt von Mitte März bis Ende November zu bestimmten Zeiten genutzt werden.
Im Zeitraum von Oktober 2014 bis März 2015 wurde das Bauwerk umfassend saniert, modernisiert und zur Selbstbedienungsschleuse umgebaut. Nach einem vierwöchigen Probebetrieb ist sie im Mai 2015 als erste unbemannte Schleuse der Region in Betrieb gegangen.
Parallel zur Schleuse verläuft seit 1960 eine etwa 90 Meter lange Bootsschleppe. Sie erspart das Schleusen von Kanus und Ruderbooten, insbesondere bei kritischen Wasserständen im Oberlauf der Havel. Darüber hinaus ist die Bootsschleppe auch außerhalb der Schleusenbetriebszeiten nutzbar. Die Anlage wurde Anfang 2004 erneuert.